# Moussa Faki

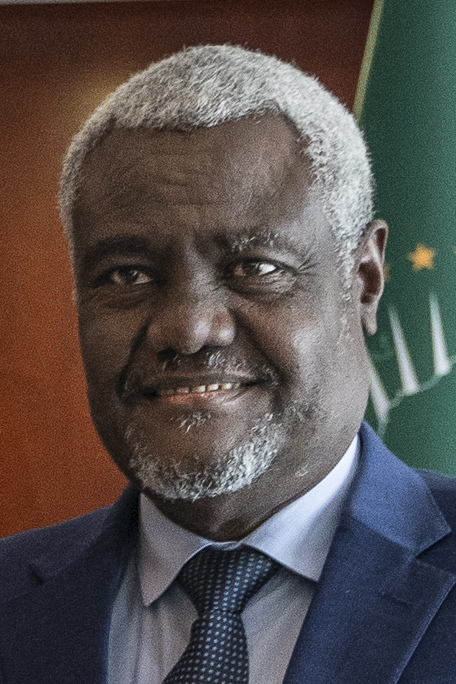
Moussa Faki, 2023

Moussa Faki Mahamat (arabisch موسى فكي محمد, DMG Mūsā Fakī Muḥammad, * 21. Juni 1960 in Biltine) ist seit 2017 der Vorsitzende der Kommission der Afrikanischen Union. Er war vom 24. Juni 2003 bis zum 4. Februar 2005 Premierminister des Tschad und ab dem 23. April 2008 Außenminister seines Landes.

## Leben
Moussa Faki ist Mitglied der Partei Mouvement Patriotique du Salut (MPS). Er gehört – wie Präsident Idriss Déby, der Faki 2003 zum Regierungschef ernannte – zur ethnischen Gruppe der Zaghawa. Faki trat Anfang Februar 2005 während eines Streiks zurück. Als Grund für diesen Schritt wurden Auseinandersetzungen zwischen Déby und ihm genannt.
Am 30. Januar 2017 wurde Faki auf dem 28. Gipfeltreffen der Afrikanischen Union (AU) zum Vorsitzenden der AU-Kommission gewählt. Er folgte der Südafrikanerin Nkosazana Dlamini-Zuma im Amt. Faki ist damit der erste Tschader, der diesen Posten bekleidet.